# Piaroa virichaj
Espèce
Piaroa virichaj est une espèce de schizomides de la famille des Hubbardiidae.

## Distribution
Cette espèce est endémique de l'État d'Amazonas au Venezuela,. Elle se rencontre vers Tobogán de la Selva.

## Description
Piaroa virichaj mesure de 4,92 à 5,56 mm.

## Étymologie
Cette espèce est nommée en l'honneur de Virichaj.

## Publication originale
- Manzanilla, Giupponi & Tourinho, 2008 : New Venezuelan genus of Hubardiidae (Arachnida: Schizomida). Zootaxa, no 1860, p. 60-68 (texte intégral).